# Jacob Alexander Röell
Jacob Alexander Röell (Amsterdam, 8 augustus 1838 – 's-Gravenhage, 10 juli 1924) was een Nederlands militair en politicus.
Röell was een zeeofficier uit het regentengeslacht Röell. Hij was minister in het kabinet-Pierson. Hij was de broer van de vooraanstaande liberaal Joan Röell. Hij was oud-commandant van de zeemacht in Nederlands-Indië. Hij volgde in 1897 Eland op als minister van Marine en verdedigde met succes een uitbreiding van de vloot. Die uitbreiding ging verder dan waartoe in 1896 was besloten.
Hij werd begraven in Den Haag op begraafplaats Oud Eik en Duinen.
- Biografisch Portaal: 33785624
- Gemeinsame Normdatei: 141813768
- International Standard Name Identifier: 0000 0000 8505 4024
- Nederlandse Thesaurus van Auteursnamen: 167737384
- Parlement.com: vg09lljfu8xp
- Virtual International Authority File: 122742755
- WorldCat: E39PBJB8wd8BPFYCfKWrKDGPwC